# Regno di Bali
Il regno di Bali fu una serie di regni indo-buddisti che un tempo erano sovrani di alcune parti dell'isola vulcanica di Bali, nelle Piccole Isole della Sonda, in Indonesia. Questi regni dimostrarono una cultura sofisticata Balinese dove gli elementi nativi della venerazione degli antenati e degli spiriti fiorirono con le influenze indù, adottate dall'india attraverso il regno di Giava, dando così forma alla cultura balinese.
Data la sua prossimità e i suoi rapporti con la vicina isola di Giava durante il periodo indo-buddista in Indonesia, la storia del regno di Bali fu spesso influenzata dalla sua controparte giavanese, da Medang nel IX secolo circa all'impero di Majapahit tra il XIII e il XV secolo. La cultura, la lingua, le arti e l'architettura dell'isola fu influenzata dai Giava, la cui influenza e presenza crebbero in forza a seguito della caduta dei Majapahit nel tardo XV secolo, e dopo la caduta di quest'ultimo dominio ai suoi vassalli musulmani del Sultanato di Demak, un certo numero di cortigiani, nobili, sacerdoti e artigiani dei Majapahit si rifugiarono nell'isola di Bali, che, come risultato, divenne quello che lo storico Ramesh Chandra Majumdar descrive come l'ultima roccaforte della cultura e della civiltà indo-giavanese. Il regno di Bali espanse la sua influenza alle isole vicine nei secoli successivi; per esempio, quello di Gelgel estese la sua influenza alla regione di Blambangan nella punta orientale di Giava, isola vicina di Lombok, e nell'occidente dell'isola di Sumbawa, mentre Karangasem stabilì più tardi il suo dominio sul Lombok occidentale.
Fin dalla prima metà del XIX secolo, lo stato coloniale delle Indie orientali olandesi si coinvolse nel regno di Bali, lanciando campagne contro i regni minori di Bali uno per uno. Nei primi anni del XX secolo, gli olandesi avevano conquistato Bali, con i loro regni caduti sotto il loro controllo, sia con la forza (ad esempio il Puputan, un suicidio rituale di massa a seguito di una lotta) sia con la diplomazia. In ogni caso, sebbene alcune di queste case reali balinesi sopravvivano ancora oggi, questi eventi segnarono la fine di un millennio dei regni indipendenti del Bali, in quanto i loro governi mutarono prima in amministrazione coloniale olandese, e poi nel governo provinciale del Bali nella repubblica indonesiana.

## Storia

### Primi regni
La regione di Bali era abitata dagli umani già dai tempi del Paleolitico (1'000'000 a.C. - 200'000 a.C.), come testimoniano gli utensili come asce a mano nei villaggi di Sembiran e Trunyan. Tuttavia, dopo il periodo Mesolitico (200'000 a.C.-3000 a.C.), gli antenati degli attuali abitanti di Bali raggiunsero l'isola durante il periodo Neolitico (tra il 3000 e il 600 a.C.), caratterizzato dall'agricoltura e dalle lingue austronesiane, a cui seguì l'Età del Bronzo, che durò tra il 600 a.C. e l'800 d.C. circa.

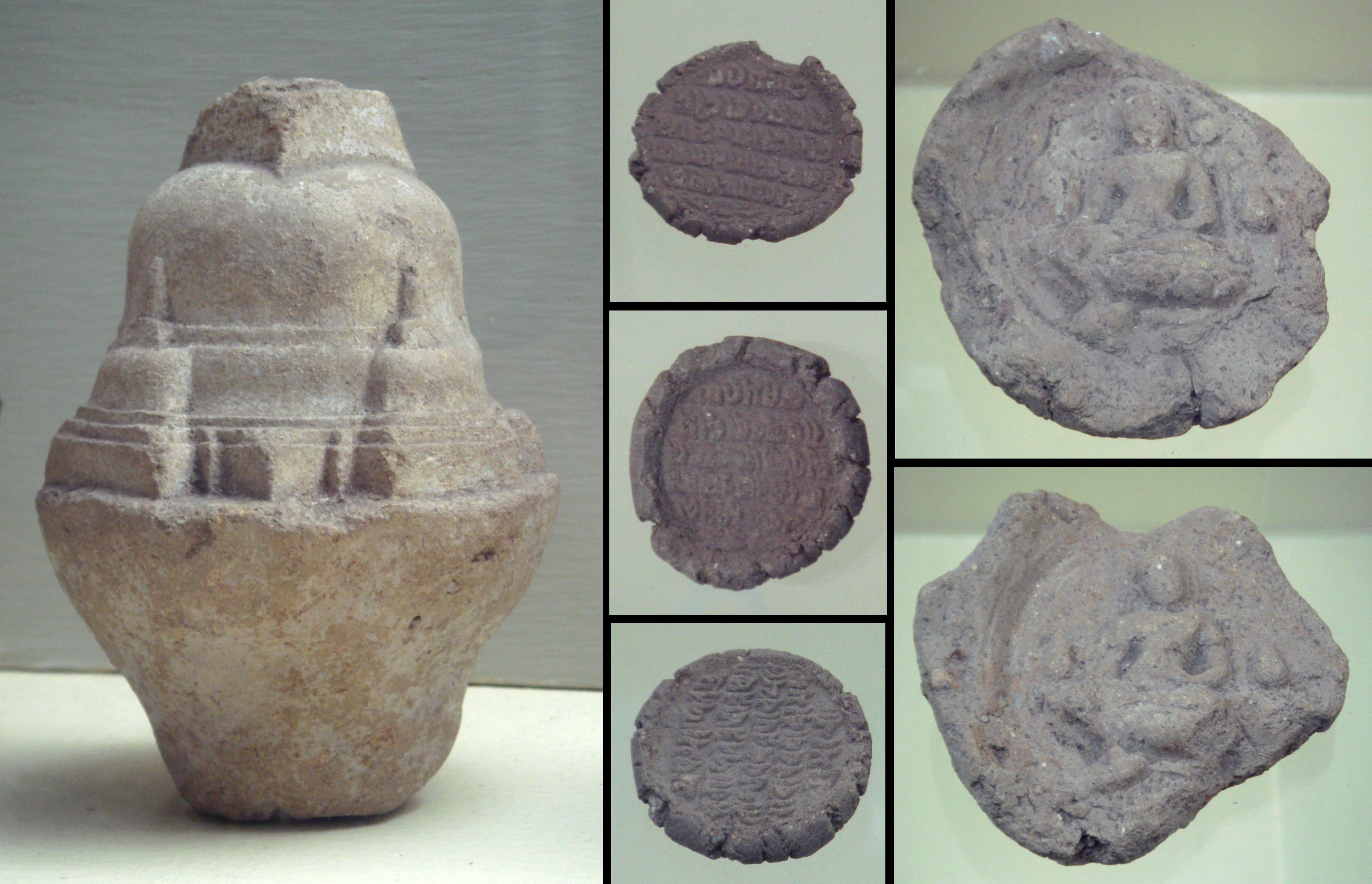
Stupika contenente tavolette votive buddiste, Bali dell'VIII secolo. La stupa a forma di campana è simile all'arte buddista del Giava centrale.

Il periodo storico di Bali vero e proprio iniziò nell'VIII secolo circa, con la scoperta delle tavolette votive buddiste in argilla, trovate in piccole figurine stupa in argille chiamate "stupika", le prime iscrizioni scritte note a Bali e datate proprio nell'VIII secolo d.C.. Queste stupika sono state trovate nella reggenza di Gianyar, nei villaggi di Pejeng, Tatiapi e Blahbatuh. Gli supika a forma di campana assomigliano agli stupa dell'VIII secolo nell'arte buddista giavanese centrale trovata a Borobudur e altri templi buddisti datati in quel periodo, il che indica un collegamento tra i Sailendra e i pellegrini buddisti o abitanti della prima storia di Bali.
Nei primi anni del X secolo, Sri Kesari Warmadewa creò l'iscrizione sul pilastro di Belanjong, trovata vicino alla stricia meridionale della costa di Sanur, e l'iscrizione scritta più antica creata da un sovrano trovata a Bali. Secondo il calendario indiano Saka, il pilastro è datato nel 836 saka (914 d.C. circa). Secondo l'iscrizione, Sri Kesari fu un re buddista della dinastia Sailendra che guidò una spedizione militare per stabilire un governo fedele alla dinastia Mahayana nel Bali. Altre due iscrizioni da Kesari sono note nel Bali interno, il che suggerisce conflitti nelle montagne interne dell'isola. Sri Kesari è considerato fondatore della dinastia Warmadewa, e il primo sovrano del regno di Bali, che prosperò per molte generazioni prima dell'espansione di Giava.
Sembra che il centro della prima corte di Bali si trovasse prima nell'attuale Denpasar, nell'est di Sanur, e più il centro politico, religioso e culturale si mosse verso nord, tra le pianure del sud nell'attuale reggenza di Gianyar, e più di preciso nel vecchio centro reale di Bedulu, vicino a Goa Gajah e Gianyar. In quello stesso periodo fu creato un complesso in pietra con un tempio e un bagno a Goa Gahah, vicino a Ubud a Gianyar, che mostra una combinazione tra l'iconografia buddista e quella scivaista indù. Diverse incisioni di stupa, stupiche (piccoli stupa) e immagini di Boddhisattva suggeriscono che la dinastia di Warmadewa era patrona del buddismo Mahayana. Tuttavia, anche l'induismo era praticato a Bali durante quesl periodo.

### Contatti giavanese
Nella seconda metà del X secolo, Bali ebbe come sovrani il re Udayana Warmadewa e la consorte Mahendradatta, principessa della dinastia Isyana di Giava dell'est, figlia del re Sri Makutawangsawarddhana, e sorella del re Dharmawangsa del regno di Medang. La presenza di una regina di Giava nella corte di Bali suggerisce o un'alleanza tra Bali e Giava orientale o il regno di Bali come vassallo dei Giava; il loro matrimonio fu comunque un accordo politico che rese Bali come parte del reame di Medang. La coppia reale di Bali generò quindi il famoso re di Giava, Airlangga (991-1049), i cui fratelli minori Marakata e poi Anak Wungçu ascesero al trono di Bali.
Fu in quel periodo che sorse il sacro santuario di Gunung Kawi, scavato nella roccia, a Tampaksiring, che dimostra un simile stile di templi a Giava durante il tardo periodo Medang. La dinastia Warmadewa continuò a dominare Bali fino al XII secolo con i regni di Jayasakti (1146–50) e Jayapangus (1178–81). Anche i contatti con la Cina imperiale si rivelarono importanti in quel periodo, in quanto le loro monete, chiamate kepeng, furono usate nell'economia balinese. Nel XII secolo, il re Jayapangus del Bali del nord è noto per aver sposato una principessa cinese, e fu immortalato attraverso la forma d'arte di Barong Landung come l'effigie del re e della sua consorte cinese.
Dopo la dinastia Warmadewa, i loro discendenti e i loro legami con la corte di Giava, non c'è alcun'altra informazione dettagliata continua sui sovrani di Bali, ma sembra che il regno abbia sviluppato una nuova dinastia nativa piuttosto indipendente dai Giava.
Nel tardo XIII secolo, Bali ricomparve nelle fonti di Giava, in quanto nel 1284 il re Kertanegara guidò una spedizione militare Pabali contro i re di Bali, che intergrò il regno nel reame di Singhasari. Tuttavia, dopo la ribellione Jayakatwang di Gelang-gelang nel 1292 che portò alla morte di Kertanegara e alla caduta di Singhasari, Giava non riuscì a imporre il suo dominio su Bali, e ancora una volta tale regno godette della sua indipendenza dai Giava.
I contatti giavanese portarono grande impatto alla lingua di Bali, che ebbe legami con la lingua kawi, uno stile di antico giavanese. Tale lingua è ancora parlata e scritta a Bali, seppur raramente.

### Majapahit

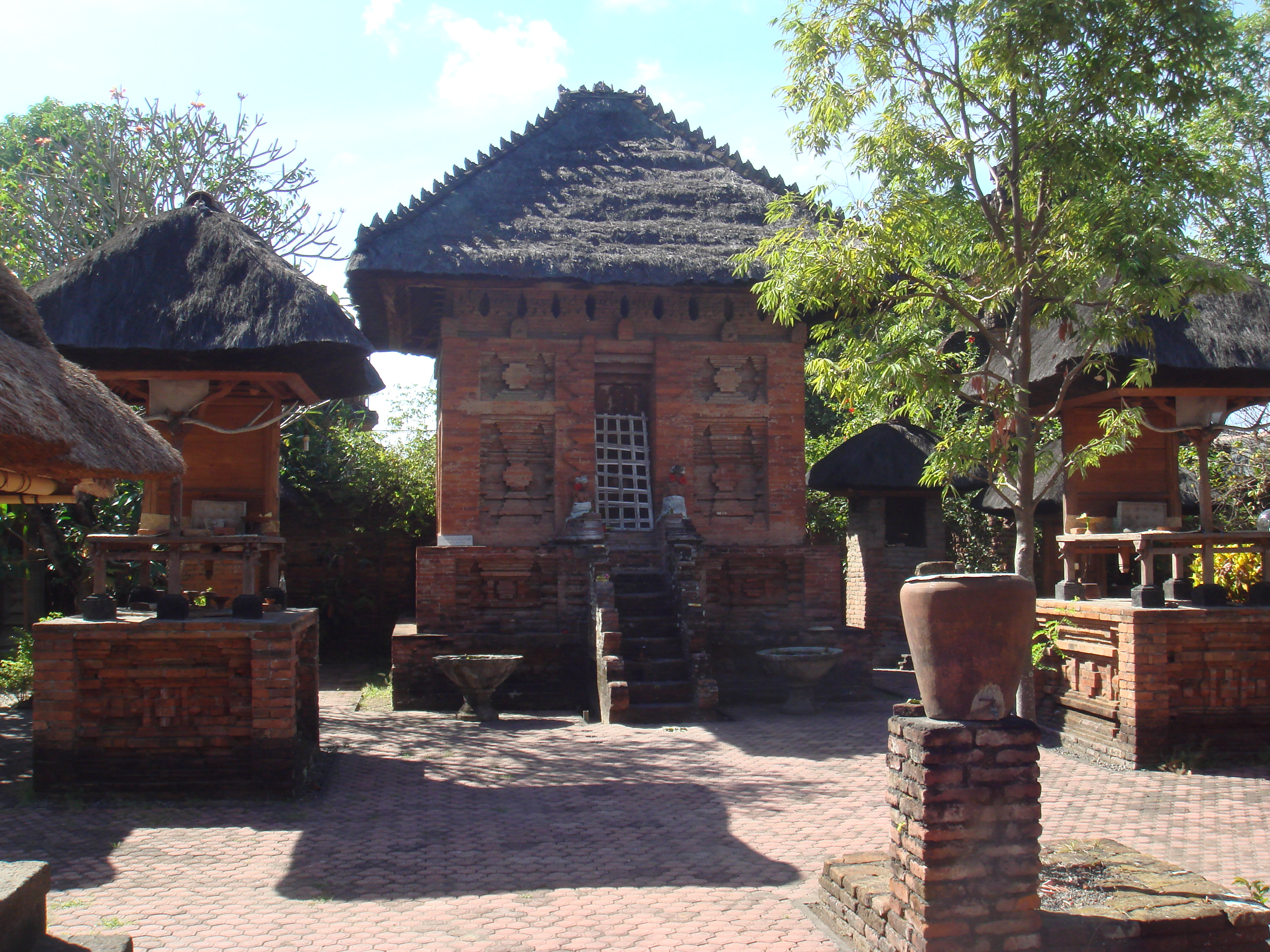
Pura Maospahit ("Tempio Majapahit") a Denpasar, Bali, come dimostrazione della tipica architettura di mattoni rossi dei Majapahit.

Nel Giava orientale, il reame di Majapahit, sotto la regina regnante Tribhuwana Wijayatunggadewi e il suo abile e ambizioso primo ministro Gajah Mada, si stava ormai espandendo nelle isole vicine nell'arcipelago indonesiano, incluso il regno di Bali. Secondo il manoscritto Babad Arya Tabanan, nel 1342 le truppe Majapahit guidate da Gajah Mada, assistite dal generale Arya Damar, reggente di Palembad, atterrarono a Bali. Dopo sette mesi di battaglie, il re di Bedulu/Bedahulu fu sconfitto nel 1343. Dopo la conquista di Bali, Majapahit distribuì l'autorità del governo della regione tra i fratelli minori di Arya Damar: Arya Kenceng, Arya Kutawandira, Arya Sentong e Arya Belog. Arya Kenceng portò i fratelli a governare Bali sotto lo stendardo dei Majapahit, e sarebbe divenuto l'antenato dei re balinesi delle casate reali Tabanan e Badung.
Il Canto 14 del Nagarakretagama, composto durante il regno di Harm Wuruk nel 1365, fa menzione di molte località a Bali, tra cui Bedahulu e Lwa Gajah (identificato come Goa Gajah) come posti sotto il dominio di Majapahit. La capitale Majapahit a Bali fu stabilita a Samprangan e poi Gelgel. Dopo la morte di Hayam Wuruk nel 1389, Majapahit entrò in uno stato di inesorabile declino con conflitti per la successione, tra cui la guerra di Paregreg (durata tra il 1405 e il 1406).
Nel 1468, il principe Kertabhumi si ribellò contro il re Singhawikramawardhana e prese Trowulan. Il re usurpato spostò la capitale all'interno di Daha, l'ex-capitale di Kadiri, dividendo effettivamente Majapahit in due centri di potere, ovvero Trowulan e Daha. A Singhawikramawardhana succedette suo figlio Ranawijaya nel 1474, che governò da Daha. Per mantenere l'influenza e l'interesse economico dei Majapahit, Kertabhumi ricompensò i mercanti musulmani con i diritti commerciali nella costa settentrionale di Giava, azione che portò all'ascesa del sultanato di Demak nei decenni successivi. Questo gesto migliorò l'influenza e l'economia di Majapahit, ma indebolì l'indo-buddismo come religione principale, in quanto l'Islam si diffuse in fretta e senza troppi complimenti nell'isola di Giava. Le lagnanze dei seguaci dell'indo-buddismo costrinsero Ranawijaya ad affrontare Kertabumi.
Nel 1478, l'esercito di Ranawijaya, sotto il generale Udara, irruppe nelle difese di Trowulan e Kertabumi venne ucciso nel suo palazzo. Demak inviò rinforzi sotto Sunan Ngudung, che però morì in battaglia e fu sostituito da Sunan Kudus, il quale sfortunatamente arrivò troppo tardi per salvare Kertabumi, ma riuscì se non altro a respingere l'esercito di Ranawijaya. Tale evento è menzionato nelle iscrizioni a Jiwu e Petak, dove Ranawijaya affermava di aver già sconfitto Kertabhumi e riunito Majapahit come un unico regno. Ranawijaya fu re dal 1974 al 1498 sotto il nome formale di Girindrawardhana, con Udara come co-reggente. Tale evento portò alla guerra tra il sultanato di Demak e il regno di Daha, in quanto il sovrano di Demak, Raden Patah, era discendente di Kertabhumi.
Nel 1498, il vice reggente Udara usurpò Girindrawardhana e la guerra tra Demak e Daha si retrasse. Ma questo delicato equilibrio ebbe termine quando Udara chiese aiuto al Portogallo (che ora possedeva colonie nel Malacca), fatto che portò Adipati Yunus di Demak ad attaccare sia Malacca e Daha. Un'altra teoria indica che la ragione per gli attacchi di Demak contro Majapahit fu una vendetta contro Girindrawardhana, che aveva sconfitto Prabu Bhre Kertabumi (ovvero Prabu Brawijaya V), nonno di Adipati Yunus. La sconfitta di Daha sotto Demak segnò la fine dell'era indù dei Majapahit a Bali. I rifugiati, con molta probabilità, fuggirono per evitare l'ira di Demak per il loro aiuto nei confronti di Ranawijaya contro Kertabhumi.
L'impero Majapahit di Giava influenzò Bali sia culturalmente che politicamente. L'intera corte di Majapahit fuggì a Bali a seguito della conquista dei sovrani musulmani nel 1478, risultando effettivamente nel trasferimento dell'intera cultura. Bali fu vista come continuazione della cultura di Giava ed è la fonte maggiore di conoscenza nei suoi riguardi ai giorni nostri. I nobili e sacerdoti arrivati stabilirono a Bali delle corti in stile Majapahit, influsso che portò a molti importanti miglioramenti. Il matrimonio di famiglie prominenti balinesi con i reali Majapahit portò alla fondazione di lignaggi delle caste superiori di Bali. Le idee giavanesi, in particolare la tradizione Majapahit, influenzarono la religione e le arti dell'isola, e anche la lingua giavanese influenzò la lingua balinese parlata. L'architettura e i templi del Bali moderno hanno molto da condividere con l'estetica e lo stile dei bassorilievi nei templi dell'est di Giava dall'Età d'Oro dei Majapahit. Un gran numero di manoscritti Majapahit, tra cui il Nagarakretagama, il Kakawin Sutasoma, il Pararaton e il Tantu Pagelaran, sono ben conservati nelle biblioteche reali di Bali e Lombok, e conservano a loro volta dei registri storici di valore sui Majapahit. Come risultato dell'influsso dell'elemento dei Giava, lo storico Ramesh Chandra Majumdar definisce che Bali "divenne presto l'ultima roccaforte della cultura e civiltà indo-giavanese".

### Regno di Gelgel

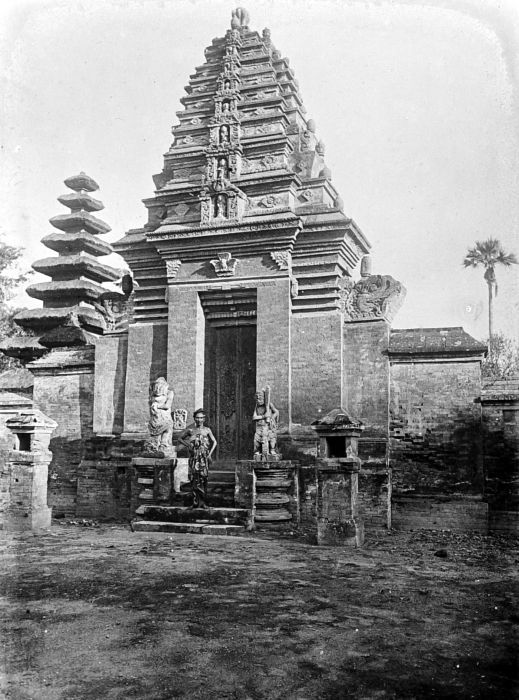
La porta di Gelgel, l'antica capitale reale di Bali.

Secondo il manoscritto Babad Dalem (composto nel XVIII secolo), alla conquista di Bali per mano del regno indo-giavanese di Majapahit seguì l'installazione di una dinastia vassalla a Samprangan nell'odierna reggenza di Gianyar, vicino all'antico centro reale di Bedulu. L'evento avvenne nella metà del XIV secolo. Il primo sovrano Samprangan Sri Aji Kresna Kepakisan ebbe tre figli, di cui il maggiore, Dalem Samprangan gli succedette al trono, ma si rivelò un sovrano incompetente. Suo fratello minore Dalem Ketutfondò un nuovo seggio reale a Gelgel, lasciando Samprangan nell'oscurità.
I primi contatti europei con Bali avvennero nel 1512, quando una spedizione portoghese guidata da Antonio Abreu e Francisco Serrão partirono dalla Malacca portoghese e raggiunsero le coste settentrionali del Bali, che fu aggiunta nello stesso anno sulle mappe, di preciso in quelle di Francisco Rodrigues. Nel Majapahit, a est di Giava, la caduta di Daha al Sultanato di Demak nel 1517 portò alla fuga di nobili, sacerdoti e artigiani indù a Bali. Nel 1585, il governo portoghese a Malacca mandò una nave a stabilire un forte e un avamposto commerciale a Bali, ma la missione fallì quando la nave naufragò sulla scogliera della penisola di Bukit.
Nel XVI secolo, il Puri (corte balinese) di Gelgel divenne un potente ordinamento politico nella regione. Dalem Baturenggong, successore di Dewa Ketut, regnò nella metà del XVI secolo, e ricevette un saggio bramino giavanese di nome Nirartha, che era fuggito al declino dell'induismo a Giava. Il re divenne patrono di Nirartha, che realizzò una vasta opera letteraria che formò lo spiritismo dell'Induismo balinese. Gelgel raggiunse il suo apogeo durante il regno di Dalem Baturenggong, mentre Lombok, il Sumbawa occidentale e Blambangan sulla punta orientale di Giava si unirono sotto la sovranità di Gelgel. La sua influenza sul Blambangan ancora induista sembra aver attirato l'attenzione del sultano di Maratam, che aspirava a unire l'intera Giava sotto l'egida islamica. Così, nel 1639, Maratam lanciò una spedizione a Blambangan. Subito il regno di Gelgel diede il suo appoggio a Blambangan come zzona cuscinetto contro l'espansione islamica di Maratam. Blambangan si arrese nel 1639, ma riottenne subito la sua indipendenza e si riunì a Bali appena dopo il ritiro delle truppe Mataram. Lo stesso sultanato di Maratam, dopo la morte del sultano Agung, sembra fosse stato coinvolto in problemi interni, e perse l'interesse a continuare la sua campagna e le sue ostilità contro Blambangan e Gelgel.

### I nove regni di Bali

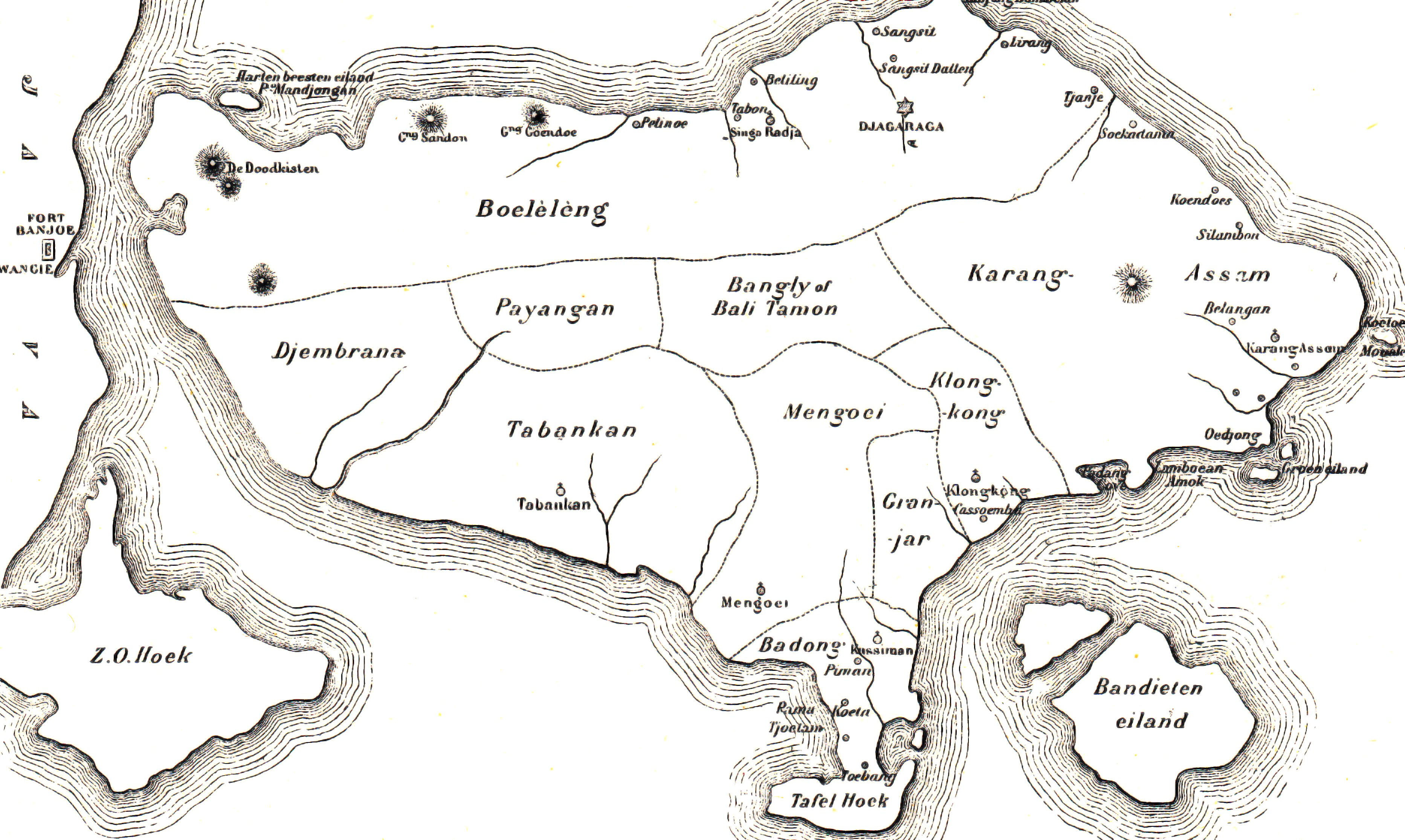
Mappa dei nove regni balinesi, 1900 circa

Dopo il 1651 il regno di Gelgel iniziò a disgregarsi a causa di conflitti interni. Nel 1686 fu fondata una nuova sede reale nel Palazzo di Klungkung, a quattro chilometri a nord di Gelgel. I governanti di Klungkung, conosciuti col titolo di Dewa Agung, non erano tuttavia in grado di mantenere il potere su Bali. L'isola era in realtà divisa in nove regni minori: Klungkung, Buleleng, Karangasem, Mengwi, Badung, Tabanan, Gianyar, Bangli e Jembrana. Questi regni minori svilupparono la loro dinastia, costruirono il loro "Puri" (complesso del palazzo balinese) e fondarono il loro governo. Tuttavia, questi nove regni di Bali ammisero la leadership di Klungkung, e che i re Dewa Agung di Klungkung erano i loro primus inter pares tra i re balinesi, e meritava l'onorevole titolare come re di Bali. La maggior parte di questi regni ad oggi costituisce la base e i confini dei Kabupaten (reggenze) di Bali.
Nei secoli seguenti, i vari regni avrebbero combattuto una serie di guerre incessanti tra di loro, sebbene accordassero al Dewa Agung un simbolico status di sovrano di Bali. Ciò portò a complicati rapporti tra i governanti balinesi, dato che vi furono molti re a Bali. Questa situazione sarebbe perdurata fino all'arrivo degli olandesi nel XIX secolo.

### Interventi stranieri

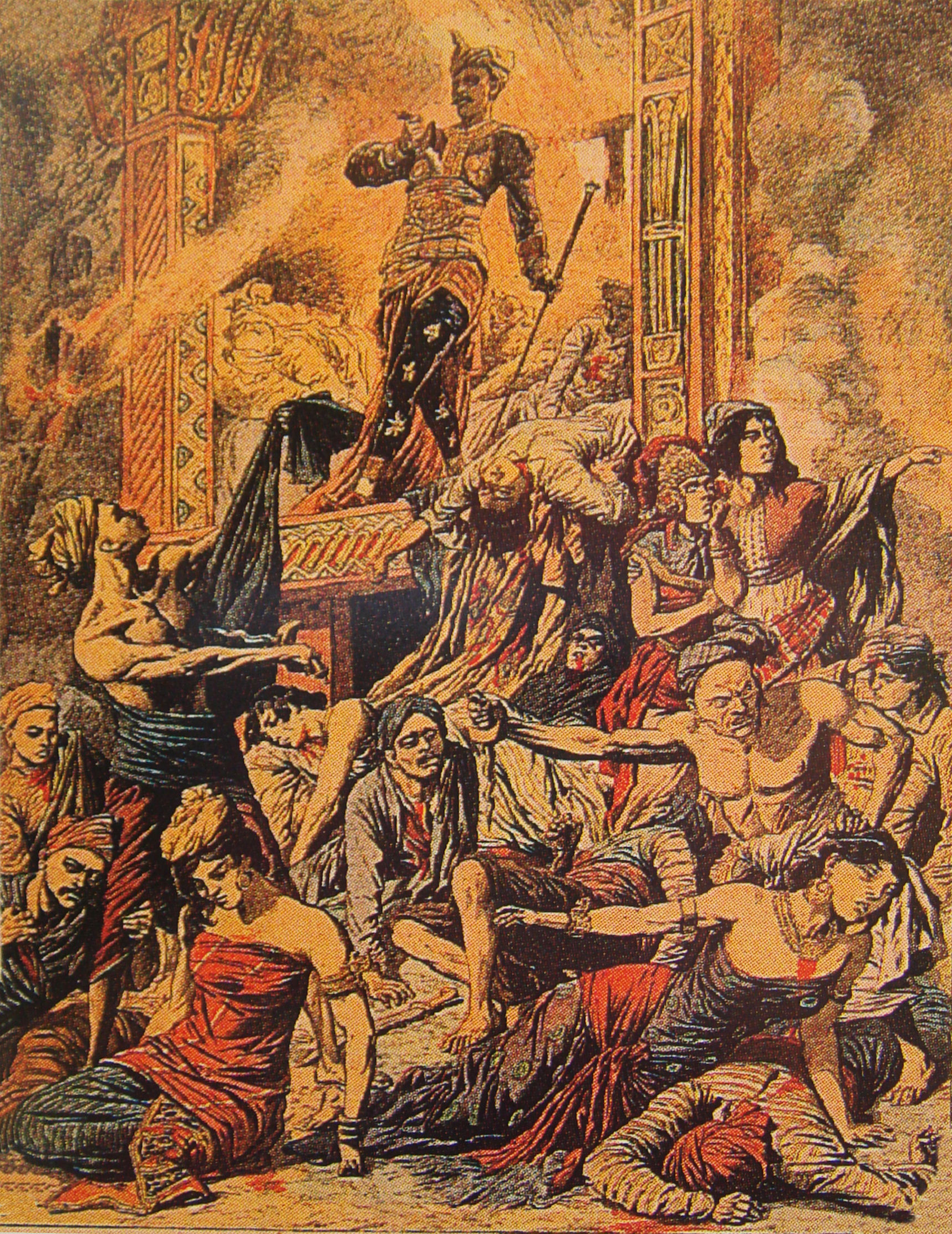
Il Raja di Buleleng si toglie la vita assieme a 400 seguaci, in un puputan del 1849 contro gli olandesi.

Sebbene nel 1512 e poi nel 1585 fossero avvenuti dei contatti europei con la flotta portoghese, non si sentiva alcuna presenza reale di una potenza europea, dato che i regni balinesi continuarono il proprio modo di vivere, rimasto intoccato fin dall'era Majapahit. Nel 1597, l'esploratore olandese Cornelis de Houtman arrivò a Bali e incontrò il Dalem di Gelgel. In una seconda spedizione olandese, guidata nel 1601 da Jacob van Heemskerck, il Dalem di Gelgel mandò al principe Maurits una lettera, che dichiarava la libertà di commercio tra gli olandesi e i regni balinesi. Questa lettera diplomatica di accordo di amicizia e commercio fu, però, mal tradotta da Cornells van Eemskerck come riconoscimento balinese della sovranità olandese, e fu quindi usata dagli olandesi per prendere possesso dell'isola. Sebbene la VOC (Vereenigde Oostindische Compagnie, Compagnia olandese delle Indie orientali) - centrata in Batavia (ora Giacarta) - fosse molto attiva nelle isole Maluku, Giava e Sumatra, aveva ben poco interesse in Bali, e preferiva il commercio delle spezie, un prodotto scarso a Bali, in quanto regno prevalentemente basato sull'agricoltura del riso. L'apertura di un avamposto commerciale fu tentata nel 1620, ma fallì per via dell'ostilità locale. La VOC abbandonò il commercio di Bali a mercanti privati, tra cui cinesi, arabi, bugi e occasionalmente olandesi, che si occupavano principalmente del commercio di oppio e schiavi.

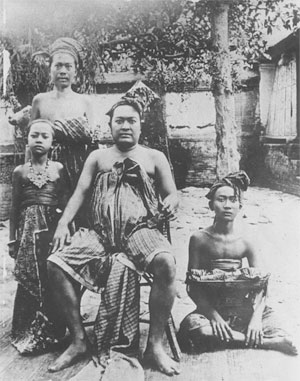
Dewa Agung di Klungkung nel 1908.

L'indifferenza olandese nei confronti di Bali cambiò totalmente nel XIX secolo, quando il controllo coloniale olandese si espanse attraverso l'arcipelago indonesiano e cominciò a espandersi nell'isola. Gli olandesi usarono il pretesto di eradicare il contrabbando di oppio, la corsa alle armi, la tradizione balinese del tawan karang (il saccheggio dei relitti) e la schiavitù per imporre il loro controllo sui regni balinesi. Le Indie orientali olandesi furono attaccate nel 1846, 1848 e 1849, finché gli olandesi poterono controllare i regni settentrionali di Buleleng e Jembrana
Nel 1894, gli olandesi sfruttarono la ribellione dei Sasak contro il sovrano balinese del Lombok occidentale, come pretesto per interferire e conquistare la zona. Appoggiando la ribellione, gli olandesi lanciarono una spedizione militare contro la corte balinese a Mataram, a Lombok. Alla fine del 1894, gli olandesi avevano annientato le posizioni balinesi, con migliaia di morti, e i balinesi si arresero o si suicidarono in massa (nel puputan rituale). Lombok e Karangasem divennero parte delle Indie orientali olandesi, e presto anche la corte di Bangli e quella di Gianyar accettarono la sovranità olandese. Il Bali meridionale, invece, continuò a resistergli.
Nel 1906, gli olandesi lanciarono una spedizione militare contro i regni meridionali di Badung e Tabanan e indebolirono quello di Klungkung, di nuovo sotto pretesto del tradizionale tawan karang balinese. Alla fine, nel 1908, gli olandesi invasero la corte di Klungkung, sotto pretesto di assicurarsi il monopolio dell'oppio. Tale evento concluse la conquista olandese su Bali, che ora era divenuta protettorato olandese. Sebbene alcuni membri della famiglia reale balinese fossero sopravvissuti, gli olandesi avevano completamente smantellato le istituzioni reali di Bali, distrutto il potere e l'autorità dei re balinesi, e posto così fine a secoli dei sovrani balinesi. Durante il periodo delle Indie orientali olandesi, la capitale coloniale di Bali e le Piccole Isole di Sunda furono poste a Singaraja sulla costa settentrionale.